# Bändelband

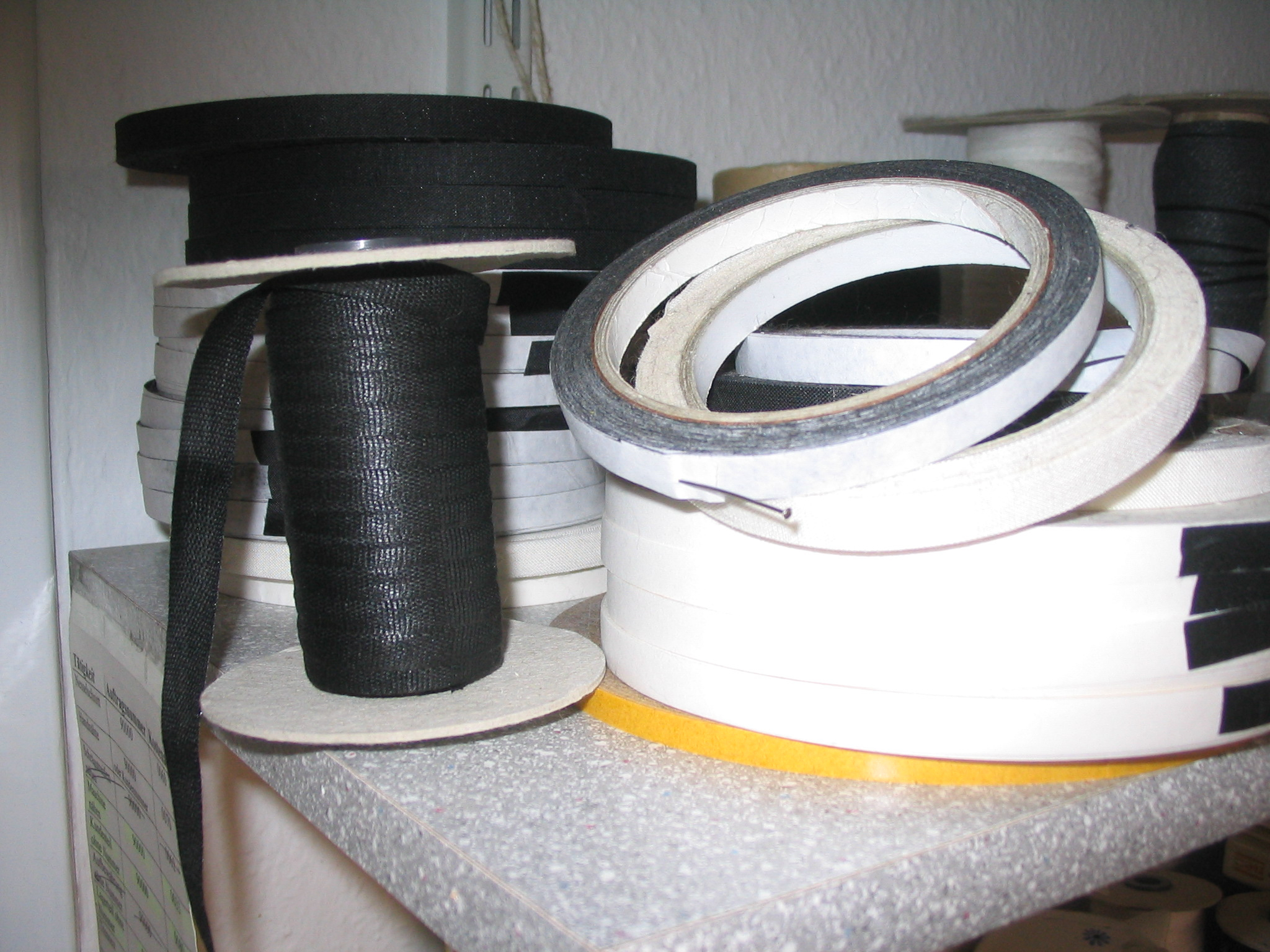
Händbändelband und Klebeband in einer Kürschnerei

Bändelband ist ein gewebtes, textiles Band in der Kürschnerei. Es dient zur Sicherung der Fellkanten vor einem formverändernden Dehnen und einem Ausreißen des Pelzes. Das Befestigen des Bandes wird als Bändeln bezeichnet (in Österreich: „Mit dem Bandel bandeln“). Das in der Herrenschneiderei für die teilweise ähnliche Tätigkeit des Lisierens verwendete Lisierband (auch „Eckenband“) findet auch als Bändelband Verwendung. Zur Nahtverstärkung sind in der Schneiderei köperbindige Nahtbänder (Köperband) in Gebrauch.

## Geschichte

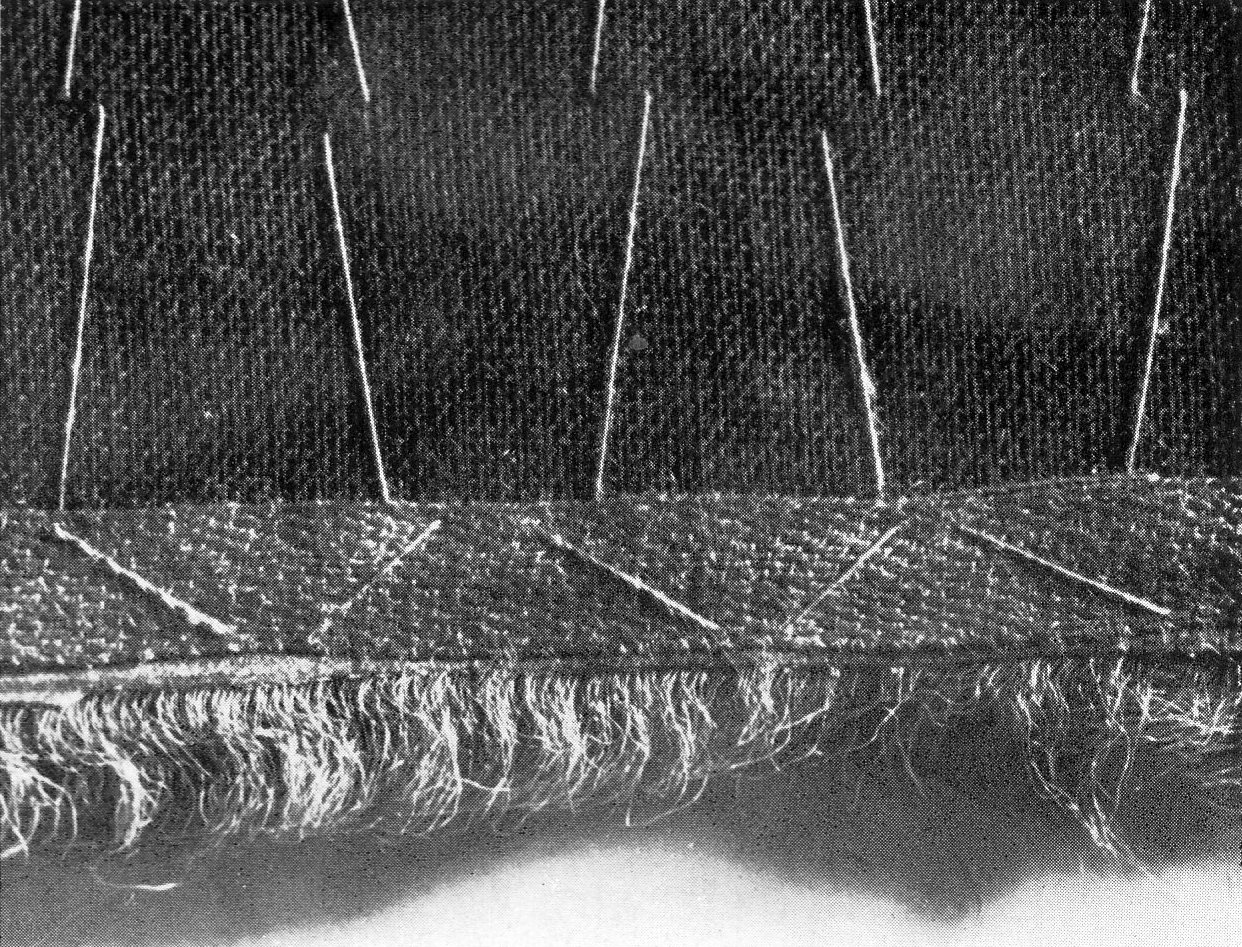
Handgebändelte Kante, auf handpikiertem Fell

Bis etwa unmittelbar nach dem Zweiten Weltkrieg, also nach 1945, wurde in Europa das Bändelband wahrscheinlich meist noch mit der Hand aufgenäht. Allerdings warb eine Leipziger Firma bereits 1934 für „Klebfix, zum Bändeln und Pikieren“. Das Aufkleben des Bandes geschah anfangs mit Pinsel und Lederklebern, die sich dadurch auszeichnen, dass sie nach dem Trocknen elastisch bleiben und möglichst wenig verhärten. Der nächste Schritt war die Entwicklung eines Bandklebegerätes. Die Arbeitszeitersparnis war erheblich, bei korrekter Anwendung war die stabilisierende Wirkung sogar besser als beim Handbändeln. Lediglich bei sehr dünnen Ledern, wie zum Beispiel feinem Breitschwanz, wurde häufig weiter von Hand gebändelt, um ein Abdrücken des Bändelbands auf der Haarseite oder sogar ein eventuelles späteres Brechen des Leders an der Klebekante zu vermeiden. Als das erste aufbügelbare und das erste selbstklebende Bändelband auf den Markt kamen, setzte sich vor allem das Klebeband sehr schnell durch und verdrängte die bisherigen Techniken. Das Arbeiten hiermit war sauber, während beim Bandklebegerät nicht nur die Finger, sondern auch der Apparat erheblich verschmutzten. Außerdem war es weich und konnte auch dort eingesetzt werden, wo bisher immer noch mit der Hand gebändelt wurde. Die anfänglichen Probleme, dass zumindest bei einem Teil der Produkte der Klebstoff das Leder zersetzte, wurden im Laufe der Jahre behoben.
Das Bändeln ist nur eine von mehreren, den Pelz stabilisierenden Arbeitsgängen. Hinzu kommen das Einbringen von Kanteneinlagen und ein Pikieren des gesamten Pelzteiles. Mussten früher die Pelze neben ihrer schmückenden Eigenschaft vor allem besonders gut wärmen, verlor Letzteres nach dem Wegfall der Kutschen, der Beheizung der Automobile, Eisenbahnen und Straßenbahnen und der Einführung der Zentralheizung zunehmend an Bedeutung. Bekleidung sollte jetzt vor allem bequem und leicht sein. Zuerst fielen in den Breiten mit gemäßigtem Klima die wärmenden Einlagen fort, dann wurden die Pelze oft nur noch im Oberbereich pikiert. Inzwischen ist das Bändeln, wenn das Fellmaterial es zulässt, häufig die einzige, den Pelz vor dem Ausdehnen oder Ausreißen schützende Maßnahme. Jedoch wird selbst das Bändelband nach dem Zusammennähen der Pelzeinzelteile gelegentlich wieder entfernt, um einen noch weicheren Fall zu erzielen.

## Arbeitstechnik
Das klassische Bändeln ist das Handbändeln, das Aufnähen des Bändelbands auf die Ränder des zugeschnittenen (abgeglichenen) Pelzes mit Nadel und Faden. Heute wird in der industriellen Fertigung nur, in der Detailkürschnerei sehr überwiegend mit dem wesentlich schneller zu verarbeitenden Klebebändelband gearbeitet. Zusätzlich werden meist in den Vorderkanten, in den Pelzvorderteilen oben und auf dem Unterkragen stabilisierende Materialien aufgenäht (pikiert) oder aufgebügelt (fixiert). Werden für das Fixieren nichtdehnbare Materialien verwendet, kann dort auf das Bändeln verzichtet werden.
Das Bändeln wird entweder nach dem Aufzeichnen des Schnittmusters oder nach dem Abgleichen vorgenommen. Je nach Zweck und Pelzbeschaffenheit und vor allem nach persönlicher Einschätzung des Kürschners wird das Band entweder knapp hinter der Fellkante aufgebracht oder aber mit der Kante abschließend, so dass es beim Zusammennähen mit der Pelznähmaschine mitgefasst wird. Letzteres ergibt eine bessere Haltbarkeit der Nähte, die dadurch jedoch unerwünscht dicker und steifer werden.

### Handbändeln

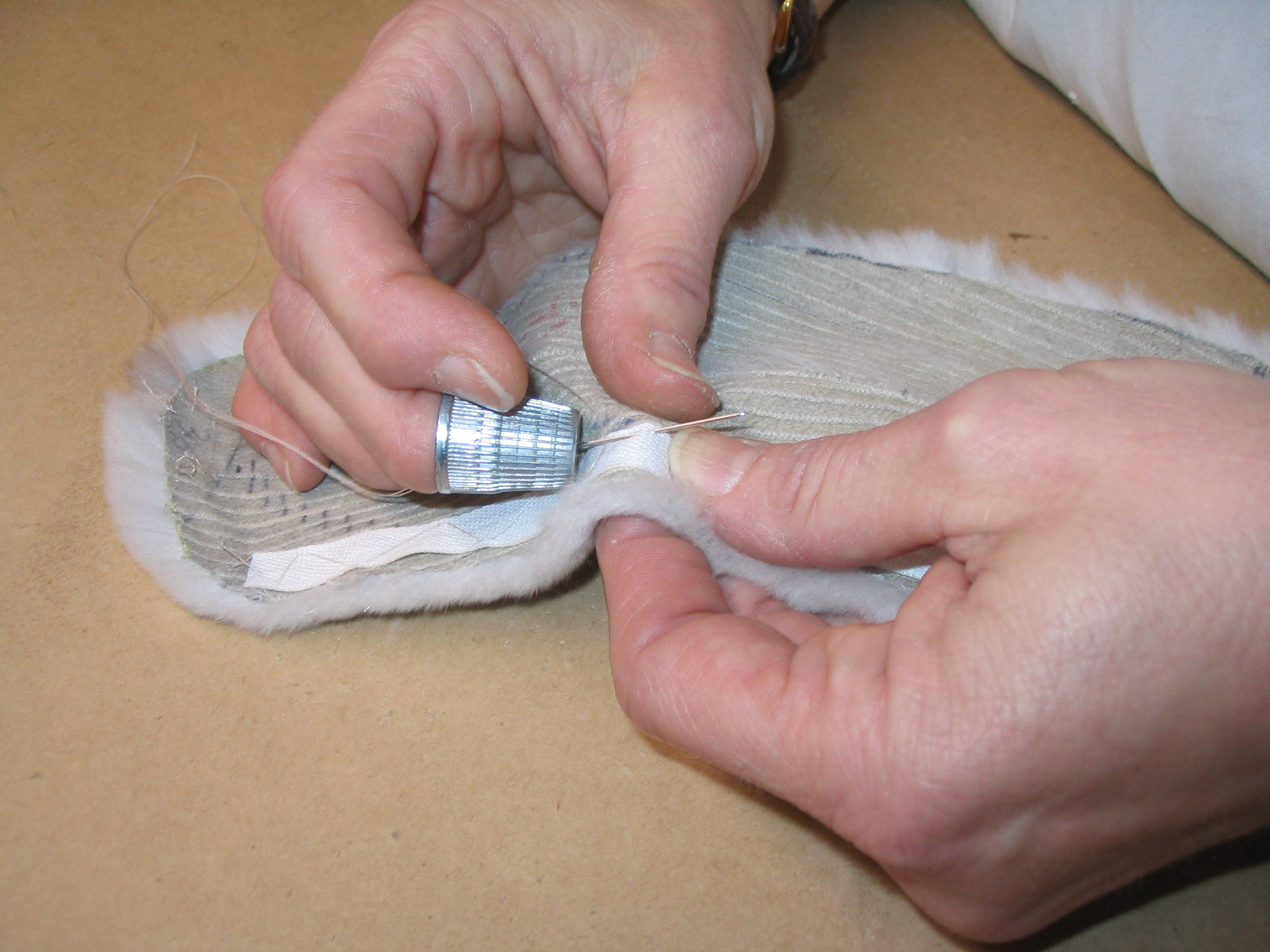
Handbändeln eines Samtnerz-Unterkragens

Handbändelband wird in Bandwebereien produziert und ist durch die Leinwandbindung und die beidseitigen festen Webkanten nicht dehnbar. Es wird in Deutschland üblicherweise nur noch in den Farben weiß und schwarz hergestellt, früher auch in natur, braun und grau, in den Breiten 8 und 10 Millimeter.
Beim Handbändeln wird das Bändelband mit einer, für das jeweilige Material geeigneten, normalen Nähnadel mit Blindstichen (Pikierstiche) im Zickzackstich aufgenäht, etwa 1 Millimeter neben der Kante. Die sogenannten „Kürschner“- oder Dreikantnadeln finden in der Kürschnerei kaum noch Verwendung, sie wurden früher für extrem dicke Leder benutzt (Kutscherpelze). Sie zerschneiden das Leder und sind deshalb ohnehin zum Bändeln ungeeignet.  Saumkanten (Umbugkanten) werden direkt an der Kante gebändelt, an Rundungen wird das Band entweder kurz hintereinander zur halben Bandbreite eingeschnitten oder aber der Rundung folgend mehrfach schräg gewendet aufgenäht. In den Ecken wird das Band formgerecht gelegt und festgestochen, an Winkeln wird es gewendet und als Verriegelung festgestochen.
Zu bändelnde Strecken sind:
Beim Rumpf, am zweckmäßigsten vom Untertrittrevers beginnend und dem Verlauf der Konturen bis zum Übertrittrevers folgend, alle oberen Schnittkanten sowie die Abnäher. Abnäher werden meist nur einseitig, im Rücken zur Rückenmitte hin und in den Vorderteilen auf der Seite zur Vorderkante hin, gebändelt. Damit ist gesichert, dass sich die Kanten bei der Weiterverarbeitung nicht ausdehnen. Zusätzlich werden die Tascheneingriffe rundherum und die untere Saumkante gebändelt. Außerdem können Flächen, bei denen die Gefahr des Ausdehnens oder des Reißens besteht, durch Bändeln gesichert werden. Dies kann beispielsweise bei einem füllig eingezweckten oder besonders dünnledrigem Fell der Fall sein. Modellbedingte zusätzliche Strecken, wie Teilungsnähte, Schlitze und Knopflöcher sind bei allen Teilen je nach der Materialbeschaffenheit zu bändeln.
Die Ärmel werden in den Armkugeln, der Unterarmnaht und im Saum gebändelt. Die vordere Unterarmnaht bleibt gelegentlich ungebändelt, um dem Maschinennäher ein anpassendes Dehnen oder Einhalten beim Zusammenstellen zu ermöglichen. Material- und modellbedingt können wie beim Rumpf weitere zu bändelnde Strecken entstehen.
Am Ober und Unterkragen sollte unbedingt der Halsbogen, möglichst über die zugenähten Abnäher hinweg, gebändelt werden, ansonsten beim Unterkragen alle Kanten, kleine Abnäher einseitig.
Mit der Pikiermaschine
Anstelle von Hand wird das Handbändelband gelegentlich auch mit der Pikiermaschine aufgebracht. Da die Maschine mit nur einem Faden arbeitet, kann die Naht vom Ende her wieder aufgetrennt werden.
Mit der Blindstichbändelmaschine
Nur sehr wenig im Gebrauch scheint die von der Firma Strobel konstruierte Blindstichbändelmaschine zu sein (Klasse 225-43). Anstelle des Bändelns mit Handnähten oder durch Kleben befestigt sie das die Fellkanten stabilisierende Bändelband wie beim Handnähen mit einem Nähfaden. Das zu verwendende Bändelband hat eine Breite von 5 Millimetern, die Stichlänge beträgt ebenfalls 5 Millimeter; es wird in der Mitte des Bandes aufgenäht.

### Kleben und fixieren

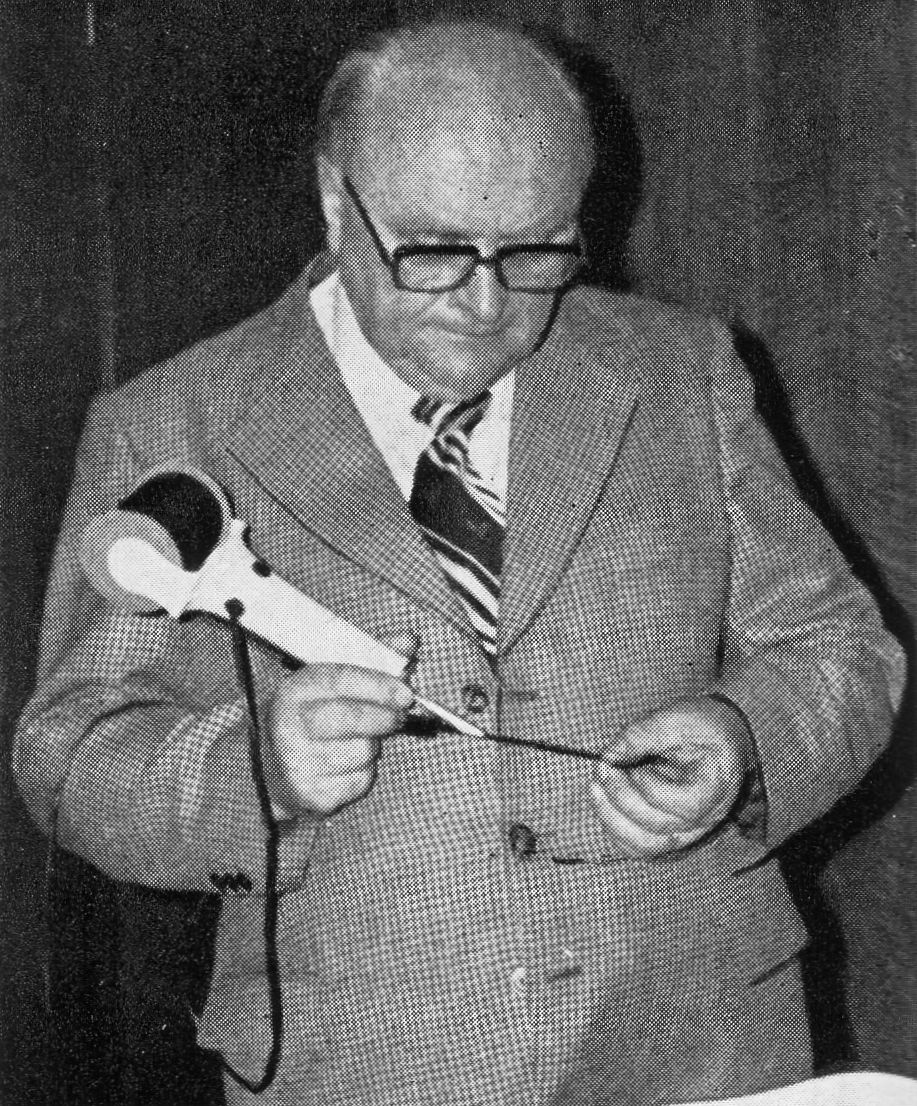
Kürschnermeister Max Klefisch mit seinem Emka-Bandkleber (1974)
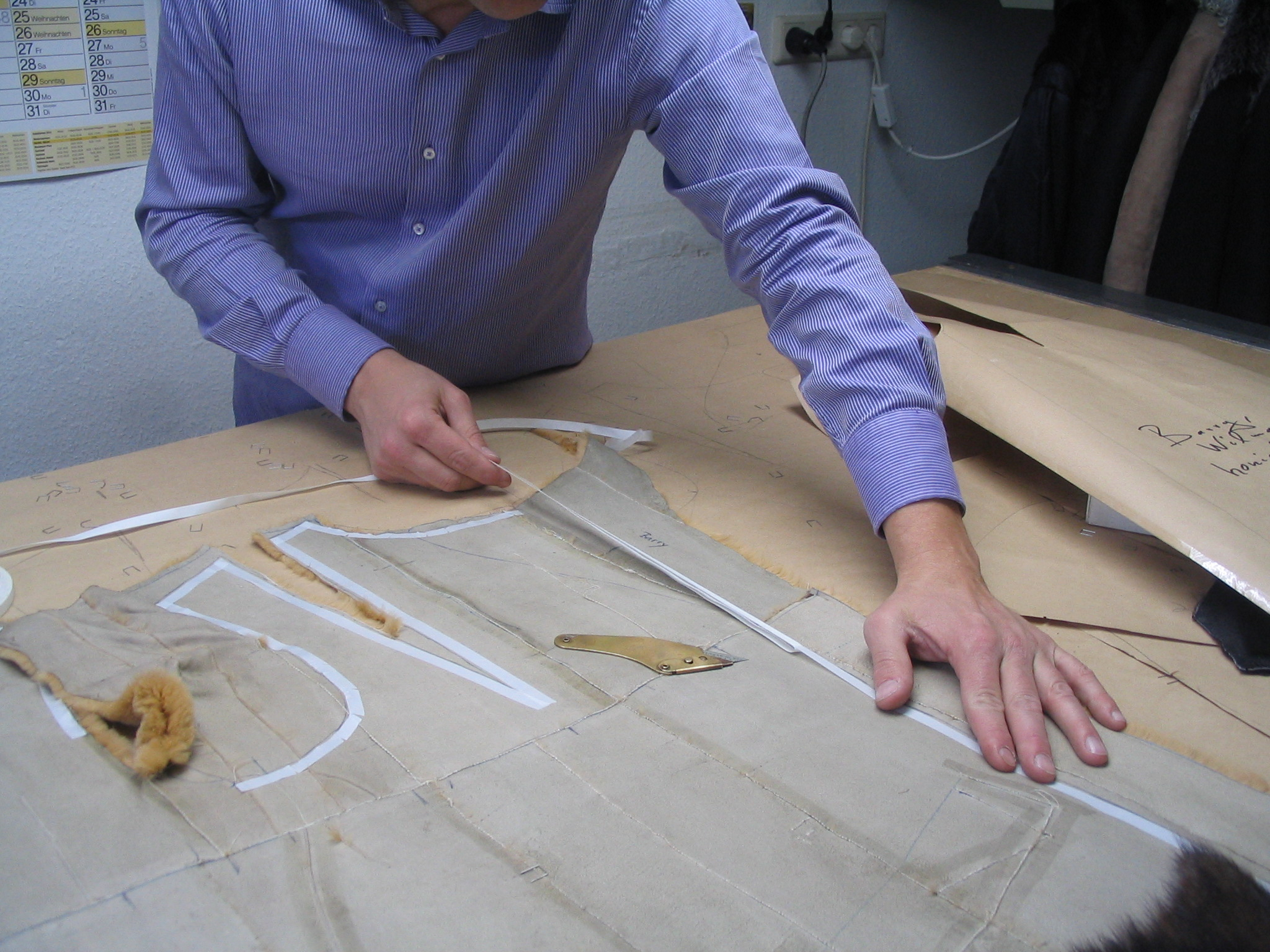
Bändeln eines Samtwieselmantels mit selbstklebendem Bändelband (2013)

Selbstklebendes Bändelband kann im Fachgroßhandel in beliebigen Breiten bezogen werden. Anders als das Handbändelband hat es keine Webkante, sondern der mit dem Klebstoff beschichtete, aufgerollte Stoff wird je nach Angabe des Auftraggebers in die gewünschte Breite geschnitten. Je nach Hersteller wird es mit oder ohne zwischengelegter Trennfolie angeboten. Am gebräuchlichsten sind Breiten zwischen 5 und 10 Millimeter. Die Klebequalität der Bänder verschiedener Anbieter ist erheblich unterschiedlich. Das Band sollte möglichst dünn sein und darf sich selbstverständlich nicht dehnen. Bei möglichst fester und dauerhafter Klebewirkung soll es sich trotzdem wieder abziehen lassen, ohne das Fellleder zu beschädigen. Wird der Pelz zusammengenäht, sollte zumindest ein gelegentliches Mitfassen des Bandes nicht zu Nahtaussetzern führen. Außerdem muss der Klebstoff sich mit dem im Leder abgelagerten Gerbprozess vertragen und darf auch über einen langen Zeitraum hinweg das Fellleder nicht angreifen.
Gebändelt wird entweder direkt nach dem Abzwecken des glattgespannten Pelzes, oder erst nach dem Abgleichen. Bei arbeitsteiligen Abläufen geschieht das Erstere häufig durch den Kürschner, das Bändeln der fertig zugeschnittenen Teile durch die Pelznäherin. In der Regel wird das selbstklebende Band etwa 1 bis 3 Millimeter von der Kante entfernt aufgeklebt. Das Mitfassen dieses Bandes beim Zusammenstellen des Pelzteils erweist sich meist als problematisch, da fast alle Klebebeschichtungen die Nadel verschmutzen und der Faden dadurch nicht mehr vom Greifer der Pelznähmaschine erfasst wird. An Saumkanten wird das Band wie beim Handbändeln direkt an der inneren Bruchkante aufgebracht.
An Rundungen wird das Klebeband an der der Rundung abgewandten Seite bis zur halben Bandbreite eingeschnitten. In den Ecken ist das Band durchzuschneiden und neu anzusetzen. Der Verarbeiter muss darauf achten, dass das Band gut haftet und das Fell auf keinen Fall eingehalten wird. Das Abschneiden des Bändelbandes erfolgt entweder mit der Schere oder recht einfach durch Aufdrücken des Kürschnermessers, einem Klingenhalter, und Abreißen des Bandes.
Vor 1950 war bereits ein mit dem Bügeleisen aufbügelbares Bändelband in Gebrauch. Die Verarbeitung entspricht bis auf den Bügelprozess dem des Klebebandes.

## Hilfsgeräte
Das einzige im deutschsprachigen Raum bekannt gewordene, speziell für das Bändeln entwickelte Hilfsgerät war der Emka-Klebeapparat. Erfinder ist der Krefelder Kürschner Max Klefisch (* 18. Januar 1914), der in Nettetal-Lobberich auch eine Bandweberei errichtet hatte. 1952 stellte er das Gerät als „Die Neuheit“ auf der Frankfurter Pelzmesse vor. Unter der Spezialrolle mit dem von ihm gelieferten Bändelband befand sich der Behälter mit einem weißen Klebstoff, durch den das Bändelband geführt wurde. Die Kürschner waren anfangs etwas skeptisch, bereits zehn bis zwölf Jahre zuvor war ein Bandkleber aus einer Latex-Dispersion in den Handel gekommen, bei dem an den Klebstellen ein Faulen des Leders auftreten konnte. Der kautschukartige „Emka-Kleber“ zeigte diese Eigenschaft jedoch nicht. Als sich die selbstklebenden Bänder durchsetzten, verschwand das Gerät nach und nach aus den Betrieben. Lediglich ein „Bandkleber“ ist noch im Fachhandel, zum Handbändeln und für die Kürschner, die den dauerhaft haftenden Klebstoff nach alter Methode wieder mit dem Pinsel auftragen (Stand 2024).